# Бони, Джакомо
Джакомо Бони (итал. Giacomo Boni; 25 апреля 1859, Венеция — 10 июля 1925, Рим) — итальянский археолог, исследователь древнеримской архитектуры. Наиболее известен своей работой на раскопках Римского форума.

## Биография
Джакомо Бони родился в Венеции. После окончания технического вуза в качестве рабочего участвовал в реставрационных работах, проводившихся во Дворца дожей в Венеции. Затем изучал архитектуру в Академии изящных искусств в своём родном городе, после чего переехал в Рим. Во время Первой мировой войны сражался на фронте рядовым.
В 1880-х годах Бони познакомился с Горацио Брауном, который стал его единомышленником в их общей страсти к исследованию древностей.
В 1888 году Бони отправился в Рим, где в 1898 году министр Дж. Баччелли назначил его секретарём «Королевской калькографии» (технологии типографской печати), в 1890 году — инспектором памятников Главного управления древностей и изящных искусств (Direzione generale delle Antichità e Belle Arti); в 1895—1896 годах Джакомо Бони стал директором Регионального управления памятников Рима (Ufficio Regionale dei Monumenti di Roma), а с 1898 года руководил раскопками Римского форума, к которым с 1907 года добавились раскопки Палатина. Исследования Римского форума стали делом всей жизни Бони, он руководил этим проектом до своей смерти в 1925 году.
В области археологических раскопок Бони был одним из первых, кто следовал научному методу, применяя принципы стратиграфии к классическим археологическим исследованиям, даже ранее Вильгельма Дёрпфельда. Это стало важным достижением итальянской археологии. Его раскопки привели ко многим важным открытиям, включая некрополь железного века и «туннели Цезаря» около храма Антонина и Фаустины, святилища Весты, «чёрного камня» (Lapis niger), под которым традиционно помещали гробницу Ромула, «Озера Курция» (Lacus Curtius) и церкви Санта-Мария-Антиква (1901).
В 1907 году Бони также работал на склоне Палатинского холма, где он обнаружил архаичную цистерну в форме толоса, которую ошибочно отождествил с «Mundus Cereris», богатые комнаты «Дома Грифонов» и так называемый «Аула Исиака» (Aula Isiaca) под императорским дворцом эпохи Флавиев. Раскопки были прерваны началом Первой мировой войны и возобновлены в 1916 году.
Джакомо Бони поддержал создание в 1907 году Национального фотографического кабинета и надеялся на создание национального каталога памятников и разработку научных стандартов реставрации, отдавая приоритет целям сохранения перед целями реконструкции.
Одним из первых Бони стал использовать фотографии и зарисовки для документирования памятников, обосновав это в статье «Метод археологических раскопок» (Nuova Antologia, 1901).
Как архитектор, в 1896—1897 годах он занимался реконструкцией виллы Бланк в Риме (собственность Альберто Бланка, министра иностранных дел короля Умберто I): в садах виллы был установлен римский мавзолей, обнаруженный в 1896 году самим Бони при раскопках на Виа Фламиния около Тор ди Квинто (теперь непосредственно на Виа Номентана).
В 1903 году, после обрушения годом ранее колокольни собора Сан-Марко в Венеции, восстановленной в последующие годы, его пригласили провести археологические исследования её фундамента, где он обнаружил сооружения древнеримской эпохи.
После смерти Джакомо Бони по его завещанию был похоронен на Палатине, в садах Фарнезе.

## Джакомо Бони «между язычеством и фашизмом»
Бони проявлял особый интерес к древнеримской религии и утопической идее её возрождения в современной Италии. Он пытался повлиять в этом направлении на премьер-министров Франческо Криспи и Сиднея Соннино, но прежде всего на Бенито Муссолини, которому он симпатизировал, поскольку считал, что фашизм может возродить славу и величие Древнего Рима. Он соглашался с утверждением Муссолини, что фашизм является своего рода продолжением Римской империи. Муссолини, в свою очередь, поддерживал Бони и в 1923 году назначил его сенатором.
Среди попыток практической демонстрации этой идеи известны «празднование Озера Курция» в 1903 году, «очищение храма Юпитера Победителя» в 1916 году и многое другое. Бони также подготовил программу празднований в 1923 году первой годовщины Похода фашистов на Рим, включавшую ряд языческих церемоний: Cereris Mundus, Ludus Troiae, Opus Coronarium, Ludi Palatini и Lupercalia. Однако роль Бони в фашистском движении продлилась недолго, так как он умер в 1925 году и прожил всего несколько лет в новом государстве. Тем не менее Джакомо Бони считается одной из первых фигур в том, что учёные позже назовут «священным фашизмом» (sacred fascism).
На археологические исследования и мировоззрение Бони оказали влияние его отношения с эзотерической средой того времени. Он часто посещал салон Эммелины Соннино Де Рензис (Emmelina Sonnino De Renzis), сестры Сиднея Соннино и матери Джованни Антонио Колонна ди Чезаро, представителя Теософского общества, а также личные переживания, граничащие с паранормальными явлениями. Он слышал таинственные голоса, а во сне его посещали видения, например накануне вечером при открытии «Lapis niger». В 1923 году Бони работал над трагедией «Румон», разрабатывая архаичные римские символы для афиши и самого текста.
Джакомо Бони был удостоен званий Великого офицера Ордена Короны Италии, кавалера Ордена Почётного легиона (Франция), кавалера ордена Красного Орла Пруссии (Германия).

## Основные труды
- Vecchie mura. Venezia, Stab. tipo-lito M. Fontana, 1885.
- Il cosiddetto sventramento: appunti di un veneziano. Roma, Stabilimento tipografico italiano, 1887.
- Santa Maria dei Miracoli in Venezia. Venezia, f.lli Visentini, 1887.
- I fondamenti del campanile di San Marco di Venezia. Torino, Derossi, 1887.
- Venezia imbellettata. Roma, Stab. Tip. Italiano, 1887.
- Il leone di San Marco: (bronzo veneziano del milleduecento). Roma, Tip. Unione Coop. Editrice, 1892.
- Il catasto dei monumenti in Italia. Roma, Tip. dell’Unione, 1892.
- Westminster Abbey. Roma, Stab. Tip. Italiano diretto da L. Perelli, 1893.
- Il Duomo di Parenzo ed i suoi mosaici. Roma, Tip. dell’Unione Cooperativa Editrice, 1894.
- Un monumento romano ricomposto sulla via Nomentana. Roma, Tip. dell’Unione cooperativa editrice, 1897.
- Studi danteschi in America. Roma, Soc. Edit. Dante Alighieri, 1898.
- Stele con iscrizione latina arcaica scoperta nel Foro romano. Roma, Tipografia della R. Accademia dei lincei, 1899.
- Fotografie e pianta altimetrica del Foro Romano. Roma, Accademia dei lincei, 1900.
- Scavi al Foro Romano: esplorazione del comizio. Roma, Accademia dei lincei, 1900.
- Le recenti esplorazioni nel sacrario di Vesta. Roma, Accademia dei lincei, 1900.
- Il sacrario di Juturna. Roma, Tipografia della R. Accademia dei Lincei, 1901.
- La esplorazione dei rostri. Roma, tip. Accademia dei lincei, 1901.
- Scoperta di una tomba a cremazione nel Foro Romano. Roma, Acc. dei Lincei, 1902.
- Sepolcreto del septimontium preromuleo nel foro romano. Roma, Tip. della r. Accademia dei Lincei, 1903.
- Foro Romano: nuovi frammenti marmorei degli Acta triumphorum e dei Fasti consulares. Roma, Notizie degli Scavi, 1904
- Foro Romano: comunicazione e conferenza (4 e 8 aprile 1903). Roma, Tip. dell’Accademia dei Lincei, 1904.
- La Torre di S. Marco. Roma, Tip. R. Accademia dei Lincei, 1904.
- Relazione del Comm. Giacomo Boni Direttore degli scavi del Foro romano …. Roma, Cecchini, 1905.
- Sepolcreto del septimontium preromuleo nel foro romano: quarto rapporto. Roma, Tip. della r. Accademia dei Lincei, 1905.
- Esplorazione nel forum ulpium. Roma, Tip. della R. Accademica dei Lincei, 1907.
- Relazione sul Museo e sulla Biblioteca della Pia fraternita dei laici in Arezzo. Arezzo, Tip. Cagliani, 1910.
- Mura urbane tra la Porta Collina e la Viminale. Roma, Notizie degli Scavi, 1911.
- Foro romano: esplorazione del sepolcreto: settimo rapporto. Roma, Tipografia della R. Accademia dei Lincei, 1911.
- Il metodo nelle esplorazioni archeologiche. Roma, E. Calzone, 1912.
- Flora Palatina. Roma, Tipografia Roma, 1912.
- Les Nouvelles Découvertes du Palatin. Bruxelles, Weissenbruch, 1914.
- L' Arcadia sul Palatino. Roma, E. Calzone, 1914.
- Vinismo. Roma, Stab. cromo-lito tip. Armani, 1921.
- Vendemmie italiche. Roma, Stab. cromo-lito tip. Armani, 1922.
- Demagogia e parlamentarismo. Roma, Tip. Eredi di Mario lupi, 1923.
- Arte e natura: discorsi tenuti in Senato il 16, 19 e 20 giugno del 1923. Roma, tip. del Senato, 1923.
- Cannoni austriaci e campane venete sull’Ara Patriae. Roma, U. Pinnaro, 1924